# James Williams (giocatore di football americano 1967)
James Earl Williams, detto J.D. (Osceola, 30 marzo 1967), è un ex giocatore di football americano statunitense che ha militato nel ruolo di defensive back nella National Football League (NFL). Al college giocò a football alla Fresto State University

## Carriera
Williams fu scelto come 16º assoluto del Draft 1990 dai Buffalo Bills. Vi giocò per quattro stagioni, raggiungendo il Super Bowl in ognuna di esse ma i Bills uscirono sempre sconfitti. Nel 1994 passò agli Arizona Cardinals dove ebbe un primato personale di 4 intercetti. Dopo un anno senza squadra, passò l'ultima stagione della carriera militando nel 1996 coi San Francisco 49ers.

## Palmarès

### Franchigia
- American Football Conference Championship: 4

Buffalo Bills: 1990, 1991, 1992, 1993

### Individuale
- PFWA All-Rookie Team - 1990

## Statistiche
| Partite    | 70 |
| Sack       | 0  |
| Intercetti | 11 |